# Thionia soluta
Thionia soluta är en insektsart som beskrevs av Fowler 1905. Thionia soluta ingår i släktet Thionia och familjen sköldstritar. Inga underarter finns listade i Catalogue of Life.